# 芦家营乡
芦家营乡，是中华人民共和国河北省张家口康保县下辖的一个乡镇级行政单位。

## 行政区划
芦家营乡下辖以下地区：
芦家营村、察汗脑包村、小英图村、西孟家沟村、吴家地村、杨统领地村、大英图村、二台房村、高吉盖察汗村、永德堂村、三面井村、白脑包村、三台房村、白沙泉村和贾家营村。